# Balînți, Sneatîn
Balînți (în ucraineană Балинці) este localitatea de reședință a comunei Balînți din raionul Sneatîn, regiunea Ivano-Frankivsk, Ucraina.

## Demografie
Componența lingvistică a localității Balînți
     Ucraineană (99,85%)
     Alte limbi (0,15%)
Conform recensământului din 2001, majoritatea populației localității Balînți era vorbitoare de ucraineană (99,85%), existând în minoritate și vorbitori de alte limbi.